# John Hubbard
Pour les articles homonymes, voir John Hubbard.
John Hubbard est un acteur américain né le 14 avril 1914 à East Chicago, Indiana, et mort le 6 novembre 1988 à Camarillo, en Californie.

## Filmographie partielle

### Au cinéma
- 1938 : Coup de théâtre (Dramatic School) de Robert B. Sinclair
- 1939 : Maisie d'Edwin L. Marin
- 1940 : Changeons de sexe (Turnabout) de Hal Roach
- 1940 : Tumak, fils de la jungle (One Million B.C.) de Hal Roach et Hal Roach Jr.
- 1941 : L'amour vient en dansant (You'll never get rich) de Sidney Lanfield
- 1942 : Secrets of the Underground de William Morgan
- 1942 : La Tombe de la Momie de Harold Young
- 1942 : Youth on Parade d'Albert S. Rogell
- 1943 : Dangerous Blondes de Leigh Jason
- 1944 : Dans la chambre de Mabel (Up in Mabel's Room) d'Allan Dwan
- 1948 : Deux Nigauds toréadors (Mexican Hayride) de Charles Barton
- 1951 : La Dame et le Toréador (Bullfighter and the Lady) de Budd Boetticher
- 1952 : Le Traître du Texas (Horizons West) de Budd Boetticher
- 1952 : Big Jim McLain d'Edward Ludwig
- 1952 : À feu et à sang (The Cimarron kid) de Budd Boetticher
- 1953 : Les Yeux de ma mie (Walking My Baby Back Home) de Lloyd Bacon
- 1957 : L'Homme de l'Arizona (The Tall T) de Budd Boetticher
- 1957 : La Blonde ou la Rousse (Pal Joey) de George Sidney
- 1966 : La Bataille de la vallée du diable (Duel at Diablo) de Ralph Nelson
- 1974 : Le Nouvel Amour de Coccinelle (Herbie Rides Again) de Robert Stevenson

### À la télévision
(séries, sauf mention contraire)
- 1958-1962 : Perry Mason : 2 épisodes
- 1964 : Monsieur Ed, le cheval qui parle (Mister Ed)
- 1964 : Rawhide
- 1964 : Les Monstres (The Munsters)
- 1964-1967 : Bonanza : 5 épisodes
- 1965 : Gunsmoke : 2 épisodes
- 1965-1966 : Mes trois fils (My Three Sons) : 2 épisodes
- 1966 : Batman
- 1967 : Les Mystères de l'Ouest (The Wild Wild West)
- 1968 : Les Arpents verts (Green Acres)
- 1970 : Auto-patrouille (Adam-12)